# Armata Verde

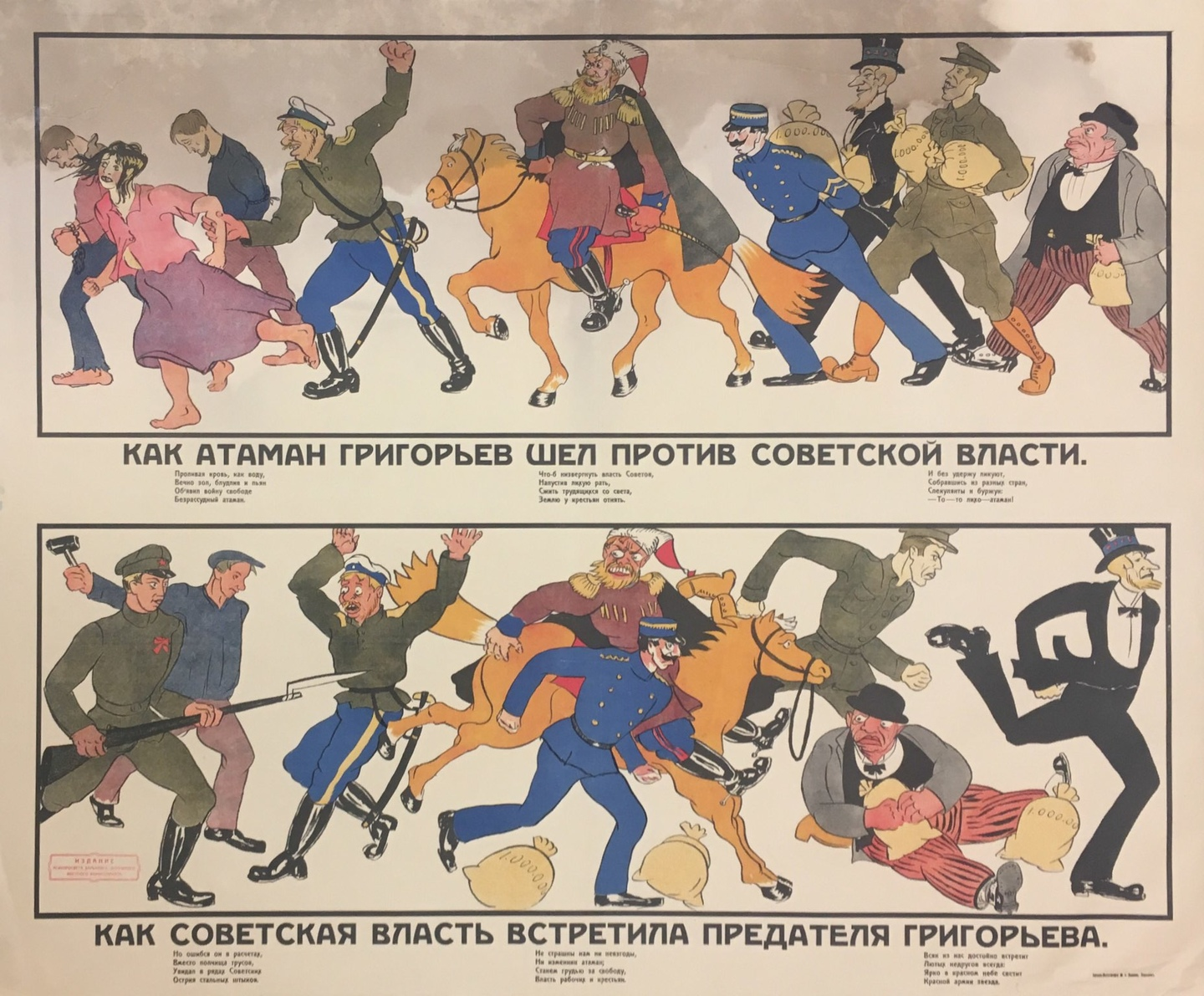
Manifesto propagandistico bolscevico contro le truppe di Grigoriev

L'Armata Verde (in russo: Зелёная Армия, trasl.: Zelënaja Armija) o i Verdi, fu un insieme di formazioni combattenti, attive durante la guerra civile russa. Queste formazioni erano milizie locali semi-organizzate che si opponevano ai bolscevichi, bianchi e interventisti stranieri e combattevano per proteggere le loro comunità da requisizioni o rappresaglie effettuate da terzi. I Verdi erano politicamente e ideologicamente neutrali, ma a volte associati ai social-rivoluzionari. I Verdi godevano di un tacito appoggio in gran parte della Russia, tuttavia la loro componente principale, i contadini, erano in gran parte riluttanti a condurre una campagna attiva durante la guerra civile russa e alla fine si sciolsero dopo la vittoria dei bolscevichi nel 1922.

## Storia
Il governo sovietico cercò di costruire nei confronti dell'armata verde un'immagine anti-rivoluzionaria e anti-comunista. I funzionari comunisti provinciali annunciarono alle popolazioni locali che l'Armata Verde era semplicemente un'armata subordinata all'Armata Bianca e cioè nemica della rivoluzione, nonostante il fatto che l'Armata Verde era generalmente altrettanto ostile ai bianchi quanto ai rossi. I bolscevichi esagerarono anche in merito all'influenza che avevano i kulaki nell'Armata Verde, che erano certamente rappresentati, ma non erano di certo la forza trainante del movimento.
All'inizio del 1921 i verdi scomparirono quasi completamente, sopraffatti dalle due maggiori fazioni in guerra: alcune tra le sue unità si arruolarono nell'Armata Rossa ma non furono pochi neppure coloro che scelsero l'Armata Bianca.
Quella dell'Armata Verde fu un'esperienza limitata ma particolare, benché poco studiata, in grado di suggerire un'alternativa di socialismo (per così dire "rurale", egualitario e non autoritario) che si sarebbe potuta sviluppare in Russia o riprodurre altrove, ma anche indicativa della realtà autonoma della Russia contadina rimasta per lo più avulsa dalle dinamiche della rivoluzione d'ottobre.

## L'ideologia
I componenti batterono principalmente a favore e in difesa delle comunità di villaggio, tanto da costituire talvolta interi villaggi in armi. Le loro posizioni nel complesso erano prossime a quelle dei social-rivoluzionari, che in principio affiancarono i bolscevichi nella lotta rivoluzionaria. Essi sostenevano la distribuzione delle terre ai contadini rifiutandone però la socializzazione operata dal comunismo di guerra, sinonimo di requisizioni coatte, e difendevano nella maggior parte dei casi il modo di "vita tradizionale" a cui i contadini erano legati, che il potere bolscevico era intenzionato invece a sconvolgere. Rivendicavano inoltre ampie autonomie locali. Alcuni slogan dei Verdi erano: "Per un comunismo senza bolscevichi!", "Per i Soviet senza bolscevichi!".

## Composizione
Era costituita da unità di diverso orientamento politico (nazional-democratici, anarchici, nazionalisti ucraini, apolitici) spesso formate da contadini, e considerate quale autentica "terza forza" in campo. Si allearono infatti sia con l'Armata Rossa che con l'Armata Bianca e, in alcuni periodi, le combatté entrambe. Infine sostennero gli antibolscevichi "preferendo intraprendere una disperata lotta solitaria per conto proprio per aiutare gli oppressori del passato, i Bianchi, a raggiungere la vittoria sopra gli oppressori del presente, i Rossi".

## Tattiche ed attività
Mentre è difficile distinguere tra altre forme di rivolte causate dai contadini, l'armata verde in special modo è stata caratterizzata da una leadership concentrata seppur organizzata da unità ben distinte, mostrando un livello più elevato di organizzazione rispetto alla maggior parte delle rivolte contadine.
Ad esempio, l'esercito verde di Aleksandr Antonov a Tambov aveva un personale medico, brigate di rinforzo e un complesso sistema di comunicazione e intelligence che impiegava donne, bambini e anziani. Particolarmente i movimenti "verdi" si sono sviluppati tra i tanti altri nelle regioni di Tambov, Novgorod, Tula, Ryazan, Tver, Voronezh, Kostroma, Syzran, Gomel, Kursk, Bryansk ed Orel.
Tuttavia le armate verdi furono particolarmente attive nel Caucaso, nella regione attorno al Volga (soprattutto a Tambov e Saratov) e in Ucraina. Costituite principalmente da contadini ma anche da disertori, il loro numero variò sensibilmente a seconda del periodo. I gruppi più numerosi si trovavano nel sud dell'Ucraina ed erano le truppe guidate dall'atamano Nikifor Grigoriev e l'Armata Rosso-Verde del Mar Nero (di ideologia comunista) che arrivarono ad enumerare 15 000 unità ciascuna. Entrambi questi gruppi combatterono nel 1919 contro le truppe dell'Armata Bianca guidate da Anton Ivanovič Denikin.
Altri gruppi numerosi furono quelli guidati dal generale Fostikov sul Caucaso e quelli che, nel 1920, si organizzarono in funzione anti-bolscevica lungo la regione del Volga, dopo che le misure emanate da Mosca per far fronte alla crisi economica di quell'anno si erano rivelate estremamente gravose per i contadini di quella zona. Assai numerose furono anche le truppe verdi sollevatesi nella regione di Tambov nel 1920 contro i bolscevichi, guidate da Aleksandr Antonov (si parla anche di "Ribellione di Tambov" o "antonovščina") e prossime alle 50 000 unità, represse dall'Armata Rossa dopo oltre un anno di scontri.